# Antimaco di Teo
Antimaco di Teo (in greco: Ἀντίμαχος, Antìmachos) (Teo, ... – ...; fl. VIII secolo a.C.) è stato un poeta lirico greco antico vissuto nell'VIII secolo a.C..

## Biografia
Non si sa molto della vita e delle opere di Antimaco di Teo: il luogo di nascita, Teo, era una città dell'Asia Minore e la data di nascita stimata attorno all'VIII secolo a.C. Secondo Plutarco, infatti, Antimaco di Teo avrebbe osservato una eclissi di sole in concomitanza con la fondazione di Roma.

## Opere
Antimaco è ritenuto l'autore di un poema epico del ciclo tebano, Gli Epigoni. Argomento di questo poema, di cui restano scarsi frammenti, erano verosimilmente le vicende degli Epigoni, i discendenti dei sette comandanti che parteciparono all'assedio di Tebe. L'argomento era quindi simile al poema Tebaide dell'omonimo poeta Antimaco di Colofone, il che può aver dato luogo a confusione fra i due autori.